# Janice (Eslováquia)
Janice é um município da Eslováquia, situado no distrito de Rimavská Sobota, na região de Banská Bystrica. Tem 8,59 km² de área e sua população em 2018 foi estimada em 308 habitantes.

## Demografia
| Ano:        | 1994 | 2004    | 2014    | 2024    |
| ----------- | ---- | ------- | ------- | ------- |
| Broj ljudi: | 173  | 191     | 249     | 329     |
| Razlika:    |      | +10,40% | +30,36% | +32,12% |

| Ano:               | 2023 | 2024   |
| ------------------ | ---- | ------ |
| Número de pessoas: | 313  | 329    |
| Diferença:         |      | +5,11% |